# Беннау
Беннау (нем. Bennau) — населённый пункт в Швейцарии, в кантоне Швиц.
Входит в состав округа Айнзидельн. Находится в составе коммуны Айнзидельн. Население составляет 900 человек.